# A nap vége
A nap vége (svédül: Smultronstället, szó szerint: A szamócázóhely) Ingmar Bergman 1957-ben bemutatott fekete-fehér svéd filmdrámája. Bergman a filmben olyan fajsúlyos témákat boncolgat, mint az emberi önismeret és a lét értelme. Gyakran sorolják e munkáját a legérzékibb, a legoptimistább és a legjobb filmjei közé.

## Cselekmény
A nehéz természetű, makacs és egoista Isak Borg professzor (Victor Sjöström) egy 78 éves özvegy orvos, akinek a tudományos szakterülete a bakteriológia volt, mielőtt háziorvos lett volna a vidéki Svédországban. Borg hosszú autóútra indul Stockholmból Lundba, hogy átvegye  aranydiplomáját a Lundi Egyetemen. Vele tart a tőle teljesen különböző természetű menye, Marianne (Ingrid Thulin) is, aki válófélben van Borg fiától, Evaldtól (Gunnar Björnstrand).
Az út során Isak a közelgő halála miatt újraéli életét, rémálmok és egykori ábrándok jelennek meg neki. Útközben stopposokkal találkozik, akik felidéznek valamit viharos múltjából. Az első csoport két fiatalember és egy Sara (Bibi Andersson) nevű lány, akibe mindkét férfi szerelmes. Sara felidézi Isak fiatalkori szerelmét (akit szintén Andersson alakít). A trió az útja végéig vele marad. Ezután találkoznak egy boldogtalan középkorú házaspárral, akiknek a járművével majdnem összeütköznek. A házaspár körül annyira megromlott és elmérgesedett a légkör, hogy Marianne megállítja az autót, és arra kéri őket, hogy távozzanak. Isakot a helyzet a saját boldogtalan házasságára emlékezteti. Felelevenedik gyermekkora a tengerparton és szerelme Sara. Fokozatosan kezdi elfogadni múltját, jelenét és közelgő halálát.
Végül megérkeznek Lundba, ahol egy üres szertartás keretében Borg átveszi aranydiplomáját. Azon az éjszakán szeretetteljes búcsút vesz fiatal barátaitól, akiknek búcsúzásképpen az egykor keserű ember elsuttogja, hogy "nem felejtem el". Ezután nyugovóra tér fia otthonában, a béke úrrá lesz rajta, egy tónál eltöltött idillikus családi piknikről álmodik. Életét sikerült elfogadnia és lezárnia, – Borg arcán sugárzik az öröm.

## Szereposztás
| Színész            | Karakter                                                                  | Magyar szinkron (1993) |
| ------------------ | ------------------------------------------------------------------------- | ---------------------- |
| Victor Sjöström    | Isak Borg orvosprofesszor                                                 | Benkő Gyula            |
| Bibi Andersson     | Sara, Isak sógornője az álmában, a valóságban autóstoppos Isak kocsijában | Györgyi Anna           |
| Ingrid Thulin      | Marianne Borg, Isak menye                                                 | Tóth Enikő             |
| Gunnar Björnstrand | Evald Borg, Isak fia                                                      | Szersén Gyula          |
| Max von Sydow      | Henrik Åkerman                                                            | Jakab Csaba            |
| Gertrud Fridh      | Karin Borg, Isak felesége                                                 |                        |
| Naima Wifstrand    | Borgné, Isak édesanyja                                                    | Tolnay Klári           |
| Gunnel Lindblom    | Charlotta Borg, Isak testvére                                             | Nyírő Bea              |
| Jullan Kindahl     | Agda kisasszony, Isak házvezetőnője                                       | Kassai Ilona           |
| Folke Sundquist    | Anders, autóstoppos Isak kocsijában                                       | Rosta Sándor           |
| Björn Bjelfvenstam | Viktor, autóstoppos Isak kocsijában                                       | Schnell Ádám           |
| Gunnar Sjöberg     | Sten Alman, az autóbalesetet okozó a valóságban, az álmában a vizsgáztató | Tolnai Miklós          |
| Gunnel Broström    | Berit Alman, színésznő, Sten felesége                                     | Sáfár Anikó            |
| Åke Fridell        | Karin szeretője                                                           |                        |
| Yngve Nordwall     | Aron bácsi                                                                |                        |
| Per Sjöstrand      | Sigfrid Borg                                                              |                        |
| Gio Petré          | Sigbritt Borg                                                             |                        |
| Maud Hansson       | Angelica Borg                                                             | Kisfalvi Krisztina     |
| Ann-Marie Wiman    | Eva Åkerman                                                               | Csere Ágnes            |
| Eva Norée          | Anna Borg                                                                 | Hámori Eszter          |
| Lena Bergman       | Kristina Borg                                                             |                        |
| Monica Ehrling     | Birgitta Borg                                                             |                        |
| Sif Ruud           | Olga néni                                                                 | Kassai Ilona           |

További magyar hangok: Simonyi Piroska, Zsigmond Tamara

## Előzmények
Bergman A nap vége forgatókönyvét a stockholmi Karolinska kórházban írta meg – ahol a filmbeli Isak Borg is dolgozik – 1957. késő tavaszán. Két hónapig volt a kórház betege, ahol gyomorproblémákkal és általános stresszel kezelték. Bergman orvosa a jó barátja Sture Helander volt, aki meghívta, hogy vegyen részt a pszichoszomatikáról tartott előadásain. Helander egyben Gunnel Lindblom férje is volt, aki Charlotte Borgot, Isak testvérét játszotta a filmben. Bergman ekkoriban a karrierje csúcsán állt egy nagy sikerű szezonnak köszönhetően a Malmői Városi Színháznál – melynek már 1952. óta művészeti rendezője volt – és nemzetközi hírnevet szerzett magának az Egy nyári éj mosolya és A hetedik pecsét sikerével. Ugyanakkor magánélete zűrzavaros volt, harmadik házassága zátonyra futott, és viszonya Bibi Anderssonnal – melyet 1954-ben kezdett el – szintén a végéhez közeledett. Szüleivel való kapcsolata is nagyon megromlott.

## Szereplőválogatás
Bergman kimondottan Victor Sjöströmet akarta az öreg professzor szerepére, aki a némafilmes bálványa volt, és korábban A boldogság felé (1950) című filmjében már szerepelt is. "Victor" – Bergman visszaemlékezése szerint – „szerencsétlenül érezte magát és nem akarta a filmet... 78 éves volt. Embergyűlölő volt, fáradtnak és öregnek érezte magát. Mindent bele kellett adnom, hogy meggyőzzem, hogy eljátssza a szerepet.”[forrás?]
Bergman csak akkor gondolt Sjöströmre, amikor a forgatókönyv már kész volt, és a producer Carl Anders Dymlinget kérte meg, hogy lépjen kapcsolatba a híres művésszel. „Soha egy pillantig nem gondoltam Sjöströmre, amíg írtam a forgatókönyvet. Az ötlet a producer Carl Anders Dymlingtől jött, és hosszú és kemény tárgyalás volt, amíg beleegyezett, hogy elfogadja a szerepet.”[forrás?]
Sara szerepét – aki Borg fiatalkori szerelmét is alakította – Bibi Andersson kapta meg. Andersson akkor 22 éves volt, és tagja volt Bergman híres színtársulatának.
Az érzékeny, szomorú, de jószívű Marianne szerepét Ingrid Thulin kapta. Ez volt Thulin első Bergman filmje, aki legemlékezetesebb alakítását az Úrvacsora (1963) és a Suttogások és sikolyokban (1972) nyújtotta.

## Jelentősebb díjak és jelölések
Oscar-díj (1960)
- jelölés: legjobb eredeti forgatókönyv – Ingmar Bergman

Golden Globe-díj (1960)
- díj: legjobb külföldi film – Allan Ekelund

BAFTA-díj (1959)
- jelölés: legjobb külföldi film – Allan Ekelund
- jelölés: legjobb külföldi színész – Victor Sjöström

Berlini Nemzetközi Filmfesztivál (1958)
- díj: Arany Medve – Ingmar Bergman

## Fordítás
- Ez a szócikk részben vagy egészben  a   Wild_Strawberries (film) című angol Wikipédia-szócikk fordításán alapul.  Az eredeti cikk szerkesztőit annak laptörténete sorolja fel. Ez a jelzés csupán a megfogalmazás eredetét és a szerzői jogokat jelzi, nem szolgál a cikkben szereplő információk forrásmegjelöléseként.